# Rassenleer (theosofie)
De pseudowetenschappelijke en pseudohistorische rassenleer van de theosofie verklaart met ras de gehele totaliteit van mensen die de aarde bevolken gedurende een lange periode van "evolutie" in de betekenis van emanatie: in de orde van grootte van honderden miljoenen jaren. Men kent ook onderverdelingen die men wortelrassen noemt; een wortelras zou vele miljoenen jaren bestaan.

## Theosofie

### Tijdsperioden
Voor een beter begrip hiervan kan men de tijdsperioden uit het hindoeïsme nemen, dat waarschijnlijk Blavatsky mede heeft geïnspireerd. De occultiste Helena Petrovna Blavatsky (1831-1891) is een grondlegger van deze leer. Ze beschreef de leer over rassen in het tweede deel van De Geheime Leer, Het ontstaan van de mens (1888). Ze zegt hierbij te zijn geholpen door Mahatma's (wijzen, 'oudere broeders', letterlijk: 'grote zielen') en geeft toelichtingen op de 'archaïsche' stanza's van Dzyan, oorspronkelijk geschreven in het Senzar.

### Geest en Stof
Bij de theosofie gaat men ervan uit dat de geest (purusha) de oorsprong is, dus primair, terwijl de stof (prakriti) gevormd en gestructureerd wordt door een hiërarchie van geestelijke wezens (dhyani's, aartsengelen). De eeuwige geest en eeuwige stof komen van het Absolute, de kwintessens van beide. Deze drie-eenheid werd bij de vroege christenen de heilige drie-eenheid van vader, zoon en heilige geest. Totaal anders dus dan de huidige wetenschap die ervan uitgaat dat de stof primair bestaat en bij een bepaalde (toevallige) gestructureerdheid (zoals bij de hersenen) "bewustzijn" of "geest" gaat vertonen. Met mensen bedoelt men dus niet de lichamelijke verschijningsvormen, zoals in het normale spraakgebruik, maar de "menselijke individualiteit" (monade, atman).

### Zeven wortelrassen met elk zeven onderrassen
Tijdens deze vierde 'Ronde' bestaan er na elkaar zeven 'wortelrassen' op een continent, dat, het eerste uitgezonderd, om de beurt door vuur of water verdwijnt. Zo verging het vierde, Atlantis door water (de Zondvloed) en zal ons (vijfde) continent in de verre toekomst door vuur (onderzeese vulkanen) ten ondergaan, eerst de Britse eilanden, dan Frankrijk en andere landen. Maar de landen zullen in de toekomst ook weer boven water komen. Dan zal het zevende onderras van het zesde wortelras zijn bloeitijd hebben op de herrezen continenten Lemurië en Atlantis.
Het eerste (wortel)ras dat in ons universum "ontwaakte" zou zeer ijl (etherisch) zijn geweest en zou ook miljarden jaren geleden hebben bestaan. Dit eerste ras van chhaya's (schaduwen) kwam voort uit de 'maanvoorouders' (maanpitri's). Ook hier kan men een parallel vinden in het hindoeïsme. De periode Satya Yuga kan men zien als een begin van een wortelras, waarin de mens zijn goddelijke essentie emaneert. Ook de Grieken en Romeinen kenden hun vijf 'Tijdperken van de Mens', de Azteken hun 'Vijf Zonnen'. Het eerste Romeinse tijdperk was de 'Gouden Eeuw'. De rassen werden. naarmate de cycli verstreken, kleiner en hun fysieke omhulsel steeds steviger. De evolutie van de eerste, stoffelijke mens, de 'Lemuriër', had 18.000.000 jaar geleden plaats.
Mensen ontvingen hun manas-beginsel (denkvermogen) tijdens het Lemurische ras, nadat ze zich, net als de dieren, in mannen en vrouwen hadden gescheiden. Daarvóór waren ze androgyn (met dubbel geslacht, 'eierleggend' of 'zweetgeboren') en zelfs aseksueel. Op het vijfde onderras van het vijfde (arische) wortelras zullen nog twee onderrassen volgen, en twee wortelrassen, waarna een pralaya (rustperiode) een einde aan de manvantara maakt. Er zijn zeven 'ronden' en het huidige is de vierde.
Vanaf het dieptepunt halverwege het Atlantische ras (drieëneenhalve ras, 'de neerwaartse boog'), werd de mensheid steeds 'geestelijker' ('de opwaartse boog'). Op het eerste ras van doorschijnende reuzen op het 'Onvergankelijke Land', volgden de 'Hyperboreeërs', de 'Lemuriërs', de 'Atlantiërs' en de 'Ariërs' ('nobelen').

#### Goddelijke koningen
Bij klassieke schrijvers (als Herodotus en Manetho) werden drie dynastieën van bovenmenselijke koningen genoemd: van goden, van halfgoden en van helden of reuzen. 'Deze 'drie dynastieën' zijn de drie Rassen'. Ze zijn de deva's (goden), kimpurusha's (hemelse geesten) en de danava's en daitya's (reuzen of titanen) van de hindoemythologie. In de Chinese overleveringen zijn de Tien-hoang de 'koningen van de hemel' en volgens de Chinese Y-King onderwezen de 'hemelse genii' aan de mensen voor het eerst de landbouw.
'Deze wezens verschijnen eerst als 'goden' en scheppers; dan gaan zij op in de wordende mens, om tenslotte als 'goddelijke koningen en heersers;  tevoorschijn te komen.'

#### Zonne- en maanvoorouders
Goden incarneerden in de mens. Dit is de zogeheten 'Val van de Engelen' (Lucifer, de 'lichtbrenger' wordt in de 'hel' op aarde gestort), of van de 'zonen van God' (Elohim) of hun 'val in de stof': het geestelijke daalt tot het stoffelijke neer en helpt de stof tot het goddelijke terug te keren. Nu zijn er volgens De Geheime Leer twee soorten 'zonen van god', de 'maanvoorouders' en 'zonnevoorouders' (manasaputra's). De maanvoorouders gehoorzamen en scheppen de mens van het eerste wortelras uit hun eigen 'schaduw' en gaan op in de mens. De zonnevoorouders weigeren mensen te scheppen en nageslacht voort te brengen en worden 'als straf', maar volgens karmische wet, gedwongen zelf in het derde wortelras (de Lemuriërs) te incarneren en de mensheid het denkend beginsel (manas, vuur, licht) te schenken (als de titaan Prometheus, die de mensen vuur bracht en als straf aan de Kaukasus geketend werd en dagelijks gefolterd wordt, omdat Zeus' adelaar Ethon hem de lever uitpikt). 
Hiermee kan de tekst in Genesis.6:4 in de Bijbel worden verklaard, waar staat: ' 'Er waren in die dagen reuzen op aarde; en ook daarna toen 'de zonen van god' (b'ne-aleim, elohim) tot de dochters van de mensen kwamen en zij hun kinderen baarden; dit zijn de geweldigen uit de voortijd, mannen van naam' (of reuzen)', de Nephilim. Hieruit maakt Blavatsky op, dat er al reuzen waren voordat de 'andere zonen van god [de maanvoorouders], met een lagere natuur, op aarde seksuele verbintenissen aangingen (zoals Daksha deed, toen hij zag dat zijn manasaputra's de aarde niet wilden bevolken)'.
De gnostici gaven volgens Blavatsky op hun eigen wijze de oeroude 'universele leer' door. Bij de gnostici zijn het de archonten van Jaldabaoth (de blinde en jaloerse 'god' van het aardse paradijs en het Oude Testament en zijn zonen, de scheppers van de mens), die hun lust botvieren op de 'schaduw van Eva' en nageslacht voortbrengen: 'En toen zij [de archonten] de beeltenis van die vrouw naast hem [Adam] zagen, geraakten ze in grote beroering, omdat ze dachten dat het de echte Eva was. En ze handelden roekeloos, naderden haar, grepen haar beet en stortten hun zaad in haar. (..) Het was slechts de afbeelding die de machten en hun engelen op allerlei manieren hadden bezoedeld. (..) Omwille van (de aardse) Eva ontstond er een plan, dat de door de machten geschapen vormen tot omheiningen voor het licht zouden worden, waarin dit (licht) hen zou veroordelen door middel van hun eigen vormen.'

#### Vijfde wortelras
'Ariërs' (nobelen) zijn het zogenoemde 'vijfde wortelras', dat zich in Midden-Azië  ontwikkelde, waar nu de Gobi woestijn is en zich van daaruit in verschillende 'onderrassen' verspreidde. Onder deze arische of Indo-europese volkeren worden onder meer Indiërs, Perzen (Iraniërs), Kelten, Germanen (Scandinaviërs) en Slaven gerekend. De Germanen en Slaven behoren tot het vijfde onderras van het vijfde Arische wortelras. De arische rassen met haar Semitische zijtak variëren nu, volgens de Geheime Leer van het oosten, 'van donkerbruin, bijna zwart, rood-bruin-geel tot de witste roomkleur'.
Atlantische kolonisten behoorden tot het eerste onderras van het vijfde wortelras, terwijl later immigranten van het vijfde wortelras (de 'grote Arische rassen') uit het oosten kwamen:
Stanza XII, 47: 'Weinig (mensen) bleven. Enkele gele, enkele bruine en zwarte, en enkele rode bleven over. (..)
48: 'Het vijfde ras, voortgebracht uit het heilige geslacht (bleef). Het werd bestuurd door zijn eerste goddelijke koningen.'
'De zin: 'Enkele gele, enkele bruine en zwarte, en enkele rode bleven over' verwijst naar de onderverdelingen van dit eerste onderras van het vijfde Wortelras.' 'De meeste hiervan ['veel van de verondersteld vroeg-neolitische grotten, van de kolossale driehoekige, piramidale en kegelvormige menhirs in de Morbihan en in Bretagne in het algemeen, veel van de Deense grafheuvels en zelfs van de 'reuzengraven' van Sardinië met hun onafscheidelijke metgezellen, de nuraghi ' waren 'enigszins onhandige kopieën' van de piramiden 'aan de vier hoeken van de wereld'] zijn het werk van de eerste kolonisten op het pasgeboren continent en de eilanden van Europa, de - 'enkele gele, enkele bruine en zwarte en enkele rode' - rassen die overbleven na het verzinken van de laatste Atlantische continenten en eilanden (850.000 jaar geleden), met uitzondering van het Atlantische eiland van Plato [Poseidonis] en vóór de komst van de grote Arische rassen; terwijl andere werden gebouwd door de eerste immigranten uit het oosten.'

#### Niet-Indo-europese volkeren
Niet-Indo-europese volkeren stammen af van eerdere (wortel)rassen (het Lemurische of Atlantische). Zo zouden de Aboriginals van Australië bijvoorbeeld van de Lemuriërs afstammen. Lemurië strekte zich uit vanaf de Grote Oceaan. Van Aboriginals kunnen we dus leren over een zeer oude (gemeenschappelijke) cultuur, want alle wereldreligies stammen van de 'archaïsche oerwijsheid', die vanaf het 'begin' aan de mensheid werd onderwezen door goden of 'goddelijke koningen'. Oude rassen gaan op in nieuwe en de laatste overlevenden sterven uit. Maar hun monaden vinden altijd een nieuwe 'behuizing', want er is geen einde aan ontwikkeling.

#### Neo-theosofie
In 1896 (dus vijf jaren na het overlijden van Blavatsky) verscheen The Story of Atlantis, in 1904 The Lost Lemuria, in 1925 een gebundelde uitgave van William Scott-Elliot. Daarin worden de zeven onderrassen van het vierde, Atlantische wortelras besproken: 1. Rmoahal; 2. Tlavatli; 3. Tolteken; 4. Eerste Turaniërs; 5. Oorspronkelijke Semieten; 6. Akkadiërs; 7. Mongoliërs. Er werden ook landkaarten bij gepubliceerd, die via Leadbeater 'doorkwamen' tijdens 'astrale helderziendheid': twee van Lemurië en vier van Atlantis. Na Blavatsky's overlijden in 1891 viel de Theosophical Society al snel uiteen (1895) en verloren de 'leiders' contact met de Mahatma's. De 'Indiase' afdeling onder Annie Besant (1847-1933) en Charles Webster Leadbeater (1854-1934) kwam met het idee van een 'Wereldleraar', eerst in 1912 in de persoon van Krishnamurti, toen die vanaf 1929 niet wilde van bodhisattva 'Maitreya' ('Christus') zelf. Rudolf Steiner verliet daarom in 1912 de 'Theosophical Society Adyar'. Leadbeater stichtte in 1916 de Vrij-Katholieke Kerk, terwijl Blavatsky in haar leven fel tegen het rooms-katholicisme gekant was en vurig tegenstander was van jezuïeten. Daarbij waarschuwde ze 'Christus' niet persoonlijk op te vatten. De persoon Jezus was volgens haar een profeet en 'adept' van een hoge orde. Wat er na haar overlijden als 'theosofisch' is gepubliceerd dient daarom onderscheiden te worden van wat er tijdens haar leven werd uitgegeven.

### Misverstanden
Het grote probleem bij het woord "ras" is de context waarin men dat woord interpreteert. Die context wordt mede bepaald door de cultuur en de in die cultuur heersende algemene opvatting: het paradigma. De rassenleer in de theosofie sluit beter aan bij de opvattingen in de Indische cultuur. In het westen is het begrip ras ontstaan door het onderscheid maken in de biologie. De verschillen tussen mensen, zwarte en witte huidskleur en andere uiterlijke kentekenen is men ook op die wijze gaan interpreteren als een apart "ras". Dit onderscheid werkt discriminatie in de hand: het verdeelt mensen. Echter in de theosofie dient het woord "ras" gezien te worden in de verhouding tussen involutie en evolutie (beiden in de betekenis van emanatie) van verschillende samenstellende delen van de mens ('beginselen'). Dit theosofisch rasbegrip maakt geen onderscheid tussen mensen, omdat elk mens uit die samengestelde delen bestaat. Bepaalde (theosofische) rassen komen voor in ronden (cycli, onderverdeeld in manvantara's, kalpa's en yuga's).
Misverstanden zijn ontstaan doordat de typisch westerse zijnsleer aanleiding geeft tot de opvatting, dat er van de totale natuur afgescheiden geesten, zielen, goden en demonen als aparte entiteiten bestaan. In de theosofie gaat men uit van de eenheid van alles. Datgene wat men kan ervaren (bijvoorbeeld het denken, emotie, geest, lichaam) ziet men niet als aparte goden, demonen, zielen of biologische processen. Men ziet deze ervaringen als emanaties van een onkenbare essentie (Brahman, het Absolute). Het westerse onderscheid tussen goed en kwaad en het zondebesef, maakte dat men mensen in goede en slechte rassen ging onderverdelen. Veel van de ideeën in de theosofie gaan uit van oosterse opvattingen zoals reïncarnatie, karman, geen dualistische en materialistische opvattingen maar monistische en idealistische.

## Racisme
Verwarrend is dus de term "ras", die hier een totaal andere begripsinhoud heeft dan in het normale westerse taalgebruik, dus in de zin van menselijk ras. Na de Tweede Wereldoorlog kwamen de theosofen in een kwaad daglicht vanwege de schijnbare overeenkomst met de rassenleer van de nazi's. Die leerden dat er superieure rassen en inferieure rassen zouden zijn, hetgeen uiteindelijk leidde tot vervolging van "minderwaardige" rassen, waaronder Roma en Joden. De toenmalige leiders van de theosofische organisaties hebben tegen deze ideeën stelling genomen omdat racisme als uitingsvorm daarvan helemaal ingaat tegen de boodschap van de theosofie, namelijk dat alles wat bestaat in essentie één is en er dus in werkelijkheid een broederschap bestaat.
Desalniettemin bevinden zich in haar werk stellingen en uitspraken die het antisemitisme bevorderd hebben door een scherpe tweedeling aan te brengen tussen de veronderstelde egoïstische, materialistische en rationalistische neigingen van de joden enerzijds en de "eeuwige loodsster" van de Arische spiritualiteit anderzijds.
Vermoedelijk heeft ze het exclusieve in het judaïsme aan willen kaarten, waar het behoud van de pure etniciteit van het Joodse Volk (in de meest orthodox-joodse kringen) naar de mening van Blavatsky boven de 'hogere' bedoelingen uit zou zijn gaan steken. Ook hekelde ze de interpretatiecultuur (naar de 'dode letter') van de rabbijnen en de status van de Thora (de Wet), kortom: de 'regeltjescultuur' (dogmatisme, ritualisme, overigens ook binnen andere religies, als het christendom en hindoeïsme). Deze kritiek van Blavatsky werd door nationaalsocialisten als Alfred Rosenberg met beide handen aangegrepen, en gebruikt om er een joods wereldcomplot tegen niet-joden uit te vormen, analoog aan wat er in de Protocollen van de Wijzen van Zion, een vervalst antisemitisch werk van tsaristische zijde, beweerd werd.
Blavatsky maakte in haar 'occulte' (geheime) leer duidelijk dat er binnen die 'magische' wereld sprake is van 'witte magie' en 'zwarte magie', de eerste weldadig, goed en wijs, de ander vernietigend, kwaad en gevaarlijk, die elkaar tegenwerken en elkaars vijanden zijn. Dat het (neo)nazisme de theosofie ('goddelijke wijsheid') 'in een kwaad daglicht stelt', door haar kennis te misvormen en te misbruiken, kan als een duidelijk voorbeeld van deze strijd worden opgevat.

## Antroposofie
Rudolf Steiner, de stichter van de antroposofie, heeft in zijn werken eenzelfde terminologie gehanteerd als Blavatsky. Hij was daarin taalkundig explicieter en dat maakte de werkelijke betekenis van zijn woorden twijfelachtig. Dit lijkt vreemd maar dat komt vanwege het grote verschil tussen de essentie van de antroposofie en het taalgebruik dat hoort bij de algemene opvattingen. Tegen de achtergrond van het paradigma dat er werkelijk rassen "zijn" is dat zeer discriminerend. Tegen de achtergrond van het (wetenschappelijk) waarnemen van een verschijningsvorm van mensen is daar niets tegen in te brengen. Anders wordt het als men deze twee paradigmatische achtergronden gaat vermengen, gaat discrimineren en een oordeel gaat uitspreken. Door de combinatie van zijn taalgebruik en zijn charisma heeft Rudolf Steiner dan ook aperte voor- en tegenstanders.
Sedert de opkomst van het nazisme wordt in theosofische kringen het woord Arische Ras vaak vervangen door Adamische Ras, om alle associaties te vermijden.